# Temporada da Liga ACB de 2024-25
A Temporada da Liga ACB de 2024–25 foi a 42.ª edição da principal competição de basquetebol masculino na Espanha disputada entre 28 de setembro de 2024 a 30 de maio de 2025 (em sua temporada regular). A equipe do Real Madrid defendia seu título e buscava seu 38º título.
A liga que é conhecida como a segunda melhor liga doméstica do mundo, nesta temporada será disputada por dezoito equipes de nove comunidades autônomas (cinco destas equipes são da Catalunha - fato que é recorde)  mais o Principado de Andorra. A liga também é a liga doméstica que mais cede equipes para competições continentais totalizando quatorze clubes.
A empresa espanhola Endesa é a patrocinadora principal da competição e desta forma é quem nomeia a liga como Liga Endesa desde 2011. Seu contrato de patrocínio foi renovado e nomeará a competição até 2027.
Um fato negativo para as equipes espanholas em competições internacionais foi a prematura eliminação dos rivais do "El Clásico", Real Madrid e FC Barcelona nos Playoffs e o Baskonia ainda na temporada regular na Euroliga. O fato é tão marcante que a última vez que não houve equipes espanholas no Final Four da Euroliga foi na Temporada de 2003-04. A equipe andaluz do Unicaja Malaga corou a temporada copeira conquistando as copas nacionais (Super Copa ACB e Copa do Rei), o bicampeonato da Liga dos Campeões e a Copa Intercontinental FIBA. Os bascos do Bilbao Basket debutaram em competições internacionais ao vencerem a Copa europeia da FIBA (vide:Clubes espanhóis em competições internacionais)

## Equipes participantes
Ao término da temporada 2023-24 foram rebaixados para a Liga Ouro as equipes Monbús Obradoiro e Zunder Palencia por critérios desportivos, sendo estes substituídos por Hyopos Lleida (após vinte anos sem uma equipe de Lérida na ACB) e Leyma Coruña (após 56 anos da última vez que houve uma equipe da cidade de Corunha).
| Clube                  | Arena                    | Localização     |
| ---------------------- | ------------------------ | --------------- |
| Barça                  | Palau Blaugrana          | Barcelona       |
| Baskonia               | Fernando Buesa           | Vitoria-Gasteiz |
| Bàsquet Girona         | Palau Girona-Fontajau    | Girona          |
| Baxi Manresa           | Pavelló Nou Congost      | Manresa         |
| Casademont Zaragoza    | Príncipe Felipe          | Saragoça        |
| Coviran Granada        | Palacio de Deportes      | Granada         |
| Dreamland Gran Canaria | Arena Gran Canaria       | Las Palmas      |
| Hiopos Lleida          | Espai Fruita Barris Nord | Lérida          |
| Joventut Badalona      | Palau Olímpic            | Badalona        |
| La Laguna Tenerife     | Pavilhão Insular         | La Laguna       |
| Leyma Coruña           | Coliseum da Corunha      | Corunha         |
| MoraBanc Andorra       | Poliesportiu d'Andorra   | Andorra-a-Velha |
| Real Madrid            | WiZink Arena             | Madrid          |
| Rio Breogán            | Paço de Lugo             | Lugo            |
| Surne Bilbao Basket    | Bilbao Arena             | Bilbau          |
| Unicaja Malaga         | Martín Carpena           | Málaga          |
| UCAM Murcia            | Palacio de Deportes      | Múrcia          |
| Valencia Basket        | Fonte de São Luis        | Valência        |

Fonte:acb.com/clubes/

### Equipes por Comunidades Autônomas
| Comunidades Autónomas | Equipe                                                                      |
| --------------------- | --------------------------------------------------------------------------- |
| Catalunha             | - Barça - Bàsquet Girona - BAXI Manresa - Hiopos Lleida - Joventut Badalona |
| Andaluzia             | - Covirán Granada - Unicaja Malaga                                          |
| Ilhas Canárias        | - Dreamland Gran Canária - La Laguna Tenerife                               |
| País Basco            | - Baskonia - Surne Bilbao Basket                                            |
| Galícia               | - Leyma Coruña - Rio Breogán                                                |
| Madrid                | - Real Madrid                                                               |
| Andorra               | - MoraBanc Andorra                                                          |
| Múrcia                | - UCAM Murcia                                                               |
| Comunidade Valenciana | - Valencia Basket                                                           |
| Aragão                | - Casademont Zaragoza                                                       |

## Pré-temporada

### Supercopa Endesa 2025
O evento de pré-temporada, Supercopa Endesa 2025, foi disputado pela segunda vez consecutiva em Múrcia no Palacio de Deportes de Murcia. Contando com Real Madrid, Barça, Unicaja Malaga e UCAM Murcia.
|  | Semifinal                                      | Semifinal      |    |  | Final                                          | Final |  |
|  |                                                |                |    |  |                                                |       |  |
|  | 21 de Setembro – Palacio de Deportes de Murcia |                |    |  |                                                |       |  |
|  | Real Madrid                                    | 89             |    |  |                                                |       |  |
|  | Barça                                          | 83             |    |  |                                                |       |  |
|  |                                                |                |    |  |                                                |       |  |
|  |                                                |                |    |  | 22 de Setembro – Palacio de Deportes de Murcia |       |  |
|  |                                                |                |    |  | Real Madrid                                    | 80    |  |
|  |                                                | Unicaja Malaga | 90 |  |                                                |       |  |
|  |                                                |                |    |  |                                                |       |  |
|  |                                                |                |    |  |                                                |       |  |
|  |                                                |                |    |  |                                                |       |  |
|  | 21 de Setembro – Palacio de Deportes de Murcia |                |    |  |                                                |       |  |
|  | UCAM Murcia                                    | 78             |    |  |                                                |       |  |
|  | Unicaja Malaga                                 | 84             |    |  |                                                |       |  |

### Premiação
| Supercopa Endesa 2024 (Múrcia)     |
| Andaluzia                          |
| ---------------------------------- |
| Campeão Unicaja Malaga (1° título) |

MVP  2023 -  Kameron Taylor

## Temporada regular

### Classificação
| Pos. | Clube                  | J  | V  | D  | %    | P+    | P-    | SP   | Classificação              |
| ---- | ---------------------- | -- | -- | -- | ---- | ----- | ----- | ---- | -------------------------- |
| 1    | Real Madrid            | 34 | 30 | 4  | 88,2 | 2.967 | 2.641 | 326  | Playoffs                   |
| 2    | Valencia Basket        | 34 | 25 | 9  | 73,5 | 3.289 | 2.910 | 379  | Playoffs                   |
| 3    | La Laguna Tenerife     | 34 | 25 | 9  | 73,5 | 2.970 | 2.827 | 143  | Playoffs                   |
| 4    | Unicaja Malaga         | 34 | 23 | 11 | 67,6 | 3.057 | 2.857 | 200  | Playoffs                   |
| 5    | Barça                  | 34 | 21 | 13 | 61,8 | 3.133 | 2.936 | 197  | Playoffs                   |
| 6    | Joventut Badalona      | 34 | 20 | 14 | 58,8 | 2.892 | 2.828 | 64   | Playoffs                   |
| 7    | Dreamland Gran Canaria | 34 | 19 | 15 | 55,9 | 2.850 | 2.830 | 20   | Playoffs                   |
| 8    | Baskonia               | 34 | 19 | 15 | 55,9 | 3.026 | 3.015 | 11   | Playoffs                   |
| 9    | UCAM Murcia            | 34 | 17 | 17 | 50   | 2.796 | 2.779 | 17   |                            |
| 10   | Baxi Manresa           | 34 | 17 | 17 | 50   | 2.957 | 2.884 | 73   |                            |
| 11   | MoraBanc Andorra       | 34 | 14 | 20 | 41,2 | 2.980 | 3.093 | -113 |                            |
| 12   | Casademont Zaragoza    | 34 | 13 | 21 | 38,2 | 3.034 | 3.087 | -53  |                            |
| 13   | Rio Breogán            | 34 | 13 | 21 | 38,2 | 2.692 | 2.949 | -257 |                            |
| 14   | Bàsquet Girona         | 34 | 12 | 22 | 35,3 | 2.793 | 3.000 | -207 |                            |
| 15   | Hiopos Lleida          | 34 | 11 | 23 | 32,4 | 2.807 | 2.993 | -186 |                            |
| 16   | Surne Bilbao Basket    | 34 | 11 | 23 | 32,4 | 2.783 | 2.874 | -91  |                            |
| 17   | Coviran Granada        | 34 | 9  | 25 | 26,5 | 2.760 | 2.969 | -209 | Rebaixados para a LEB Ouro |
| 18   | Leyma Coruña           | 34 | 7  | 27 | 20,6 | 2.938 | 3.252 | -314 | Rebaixados para a LEB Ouro |

fonte:acb.com (classificação atualizada em 02 de fevereiro de 2025)

### Confrontos
| Casa\Visitante         | BAR    | BAS     | GIR    | BAX    | CAS     | GRA    | GRC    | LLE    | JOV    | TEN    | LEY     | MOR     | RMB     | RIO    | BIL    | UCM    | UNI    | VAL    |
| ---------------------- | ------ | ------- | ------ | ------ | ------- | ------ | ------ | ------ | ------ | ------ | ------- | ------- | ------- | ------ | ------ | ------ | ------ | ------ |
| Barça                  |        | 89-93   | 97-74  | 92-103 | 97-95   | 91-65  | 104-90 | 98-72  | 90-91  | 92-95  | 106-80  | 105-79  | 89-91   | 102-79 | 97-84  | 86-79  | 83-81  | 102-99 |
| Baskonia               | 110-98 |         | 92-76  | 90-84  | 90-84   | 103-82 | 84-80  | 100-99 | 79-82  | 89-93  | 114-66  | 91-95   | 82-89   | 97-91  | 100-97 | 95-92  | 88-90  | 91-116 |
| Bàsquet Girona         | 91-90  | 96-67   |        | 84-80  | 89-101  | 52-82  | 86-95  | 95-83  | 83-76  | 84-93  | 81-98   | 85-98   | 71-79   | 91-85  | 100-94 | 75-82  | 91-85  | 85-91  |
| Baxi Manresa           | 85-72  | 80-82   | 95-84  |        | 95-83   | 93-86  | 79-58  | 89-95  | 87-72  | 86-83  | 104-89  | 107-111 | 65-67   | 93-104 | 89-74  | 80-74  | 109-69 | 77-73  |
| Casademont Zaragoza    | 108-95 | 86-85   | 96-68  | 92-93  |         | 88-95  | 87-92  | 101-91 | 96-95  | 89-93  | 84-76   | 86-75   | 89-104  | 111-53 | 82-71  | 79-88  | 84-69  | 71-115 |
| Coviran Granada        | 86-93  | 73-75   | 78-74  | 86-80  | 97-91   |        | 82-97  | 82-85  | 87-77  | 75-86  | 80-77   | 77-89   | 79-84   | 91-82  | 72-84  | 82-88  | 68-84  | 69-97  |
| Dreamland Gran Canaria | 74-77  | 92-86   | 89-84  | 94-89  | 96-94   | 98-83  |        | 80-72  | 79-68  | 67-70  | 80-72   | 94-106  | 54-69   | 73-82  | 80-67  | 69-76  | 91-89  | 97-94  |
| Hiopos Lleida          | 74-78  | 74-78   | 85-90  | 83-81  | 97-91   | 87-74  | 88-78  |        | 81-86  | 72-84  | 101-106 | 80-70   | 84-95   | 94-81  | 84-66  | 79-77  | 69-98  | 67-76  |
| Joventut Badalona      | 86-93  | 90-71   | 83-68  | 85-92  | 89-79   | 96-82  | 89-78  | 92-72  |        | 93-86  | 107-104 | 93-86   | 80-76   | 70-76  | 87-79  | 91-76  | 75-79  | 89-104 |
| La Laguna Tenerife     | 91-95  | 88-80   | 100-80 | 94-86  | 106-97  | 95-87  | 84-74  | 91-88  | 82-81  |        | 92-83   | 96-84   | 68-79   | 96-83  | 86-75  | 82-74  | 78-91  | 99-102 |
| Leyma Coruña           | 93-92  | 101-105 | 89-99  | 74-89  | 110-86  | 93-89  | 90-98  | 97-84  | 85-94  | 62-87  |         | 91-104  | 86-85   | 98-106 | 79-100 | 78-86  | 83-90  | 91-99  |
| MoraBanc Andorra       | 91-113 | 93-88   | 97-106 | 83-81  | 79-86   | 87-71  | 71-91  | 96-79  | 86-99  | 83-92  | 112-87  |         | 84-100  | 93-101 | 84-81  | 71-83  | 89-106 | 86-84  |
| Real Madrid            | 73-71  | 83-78   | 95-67  | 86-61  | 101-95  | 79-67  | 83-77  | 90-74  | 86-73  | 96-86  | 90-74   | 98-97   |         | 106-69 | 88-70  | 80-75  | 90-77  | 96-89  |
| Río Breogán            | 77-70  | 88-82   | 77-74  | 79-88  | 90-85   | 74-92  | 74-82  | 77-81  | 65-82  | 96-83  | 83-80   | 94-74   | 69-79   |        | 76-71  | 70-86  | 81-79  | 75-87  |
| Surne Bilbao Basket    | 68-85  | 67-69   | 96-83  | 88-73  | 104-111 | 91-88  | 96-78  | 91-75  | 79-95  | 65-75  | 79-67   | 82-74   | 83-79   | 90-72  |        | 80-83  | 81-86  | 98-103 |
| UCAM Murcia            | 90-95  | 82-91   | 64-76  | 81-71  | 88-74   | 84-81  | 63-83  | 88-81  | 100-83 | 77-78  | 105-93  | 79-85   | 64-85   | 79-63  | 89-83  |        | 77-89  | 88-96  |
| Unicaja Malaga         | 103-96 | 94-73   | 90-73  | 105-97 | 85-71   | 95-78  | 88-94  | 101-63 | 78-83  | 84-81  | 114-105 | 98-80   | 105-107 | 86-77  | 96-79  | 104-93 |        | 94-86  |
| Valencia Basket        | 86-100 | 125-128 | 98-78  | 112-96 | 111-82  | 120-94 | 86-79  | 107-92 | 84-60  | 99-102 | 127-81  | 89-88   | 85-84   | 108-61 | 89-70  | 71-86  | 84-75  |        |

fonte:acb.com

## Rebaixamento
- Leyma Coruña[27]
- Coviran Granada[28]

## Playoffs

### Quartas de finais
| Time 1             | Série | Time 2                 | 1º Jogo  | 2º Jogo   | 3º Jogo |
| ------------------ | ----- | ---------------------- | -------- | --------- | ------- |
| Real Madrid        | 2 - 0 | Baskonia               | 82 - 76  | 112 - 103 | -       |
| Unicaja Malaga     | 2 - 1 | Barça                  | 97 - 101 | 81 - 59   | 97 - 95 |
| Valencia Basket    | 2 - 0 | Dreamland Gran Canaria | 98 - 74  | 102 - 94  | -       |
| La Laguna Tenerife | 2 - 0 | Joventut Badalona      | 96 - 81  | 80 - 60   | -       |

### Semifinais
| Time 1          | Série | Time 2             | 1º Jogo | 2º Jogo  | 3º Jogo | 4º Jogo | 5º Jogo |
| --------------- | ----- | ------------------ | ------- | -------- | ------- | ------- | ------- |
| Real Madrid     | 3 - 1 | Unicaja Malaga     | 99 - 81 | 90 - 75  | 84 - 86 | 86 - 79 | -       |
| Valencia Basket | 3 - 0 | La Laguna Tenerife | 83 - 65 | 105 - 74 | 94 - 87 | -       | -       |

### Finais
| Time 1      | Série | Time 2          | 1º Jogo | 2º Jogo  | 3º Jogo | 4º Jogo | 5º Jogo |
| ----------- | ----- | --------------- | ------- | -------- | ------- | ------- | ------- |
| Real Madrid | 3 - 0 | Valencia Basket | 89 - 75 | 102 - 96 | 81 - 70 | -       | -       |

### Premiação
| Liga Endesa 2024-25              |
| Comunidade de Madrid             |
| -------------------------------- |
| Campeão Real Madrid (38° título) |

## Premiações individuais

### MVP por mês
| Mês       | Jogador            | Clube               | Ref  |
| 2024      | 2024               | 2024                | 2024 |
| --------- | ------------------ | ------------------- | ---- |
| Outubro   | Jerrick Harding    | MoraBanc Andorra    | 20,8 |
| Novembro  | Ante Tomić         | Joventut Badalona   | 24,0 |
| Dezembro  | Jilson Bango       | Casademont Zaragoza | 23,4 |
| 2025      |                    |                     |      |
| Janeiro   | Derrick Alston Jr. | Baxi Manresa        | 22,0 |
| Fevereiro | Ante Tomić (2)     | Joventut Badalona   | 18,5 |
| Março     | Jean Montero       | Valencia Basket     | 27,5 |
| Abril     | Ante Tomić (3)     | Joventut Badalona   | 27,5 |
| Maio      | Jean Montero (2)   | Valencia Basket     | 22,4 |

### Jogador da semana
| Rod. | Jogador               | Clube                  | Val. | Ref.   |
| ---- | --------------------- | ---------------------- | ---- | ------ |
| 1    | Kassius Robertson     | Joventut Badalona      | 28   | [ 37 ] |
| 2    | Džanan Musa           | Real Madrid            | 28   | [ 38 ] |
| 2    | Semi Ojeleye          | Valencia Basket        | 28   | [ 38 ] |
| 3    | Donta Hall            | Baskonia               | 45   | [ 39 ] |
| 4    | Jerrick Harding       | MoraBanc Andorra       | 35   | [ 40 ] |
| 5    | Ludvig Håkanson       | UCAM Murcia            | 32   | [ 41 ] |
| 5    | Ben Lammers           | MoraBanc Andorra       | 32   | [ 41 ] |
| 6    | Jilson Bango          | Casademont Zaragoza    | 35   | [ 42 ] |
| 7    | Markus Howard         | Baskonia               | 35   | [ 43 ] |
| 8    | Tyson Carter          | Unicaja Malaga         | 30   | [ 44 ] |
| 9    | Trey Thompkins        | Leyma Coruña           | 36   | [ 45 ] |
| 10   | Jilson Bango (2)      | Casademont Zaragoza    | 34   | [ 46 ] |
| 10   | Chima Moneke          | Baskonia               | 34   | [ 46 ] |
| 11   | Jerrick Harding (2)   | MoraBanc Andorra       | 40   | [ 47 ] |
| 12   | Sam Dekker            | Joventut Badalona      | 35   | [ 48 ] |
| 13   | Rubén Domínguez       | Surne Bilbao Basket    | 34   | [ 49 ] |
| 13   | Jilson Bango (3)      | Casademont Zaragoza    | 34   | [ 49 ] |
| 14   | Justin Anderson       | Barça                  | 29   | [ 50 ] |
| 15   | Džanan Musa (2)       | Real Madrid            | 38   | [ 51 ] |
| 16   | Dylan Ennis           | UCAM Murcia            | 30   | [ 52 ] |
| 16   | Jordan Sakho          | Rio Breogán            | 30   | [ 52 ] |
| 16   | Juan Fernández        | Bàsquet Girona         | 30   | [ 52 ] |
| 17   | Chima Moneke          | Baskonia               | 43   | [ 53 ] |
| 18   | Artem Pustovyi        | Joventut Badalona      | 30   | [ 54 ] |
| 19   | Caleb Homesley        | Dreamland Gran Canaria | 32   | [ 55 ] |
| 20   | Mario Hezonja         | Real Madrid            | 33   | [ 56 ] |
| 21   | Amine Noua            | Coviran Granada        | 31   | [ 57 ] |
| 22   | Ante Tomić            | Joventut Badalona      | 31   | [ 58 ] |
| 23   | Jean Montero          | Valencia Basket        | 44   | [ 59 ] |
| 24   | Giorgi Shermadini     | La Laguna Tenerife     | 38   | [ 60 ] |
| 25   | Shannon Evans         | MoraBanc Andorra       | 33   | [ 61 ] |
| 26   | Giorgi Shermadini (2) | La Laguna Tenerife     | 34   | [ 62 ] |
| 27   | Ante Tomić (2)        | Joventut Badalona      | 30   | [ 63 ] |
| 28   | Cameron Hunt          | Baxi Manresa           | 33   | [ 64 ] |
| 29   | Jean Montero (2)      | Valencia Basket        | 43   | [ 65 ] |
| 30   | Devon Dotson          | Joventut Badalona      | 29   | [ 66 ] |
| 31   | Sekou Doumbouya       | MoraBanc Andorra       | 33   | [ 67 ] |
| 32   | Trae Bell-Haynes      | Casademont Zaragoza    | 40   | [ 68 ] |
| 33   | Artem Pustovyi (2)    | Joventut Badalona      | 35   |        |
| 34   | Donta Hall (2)        | Baskonia               | 25   |        |

### MVP Movistar - MVP da temporada regular
- Marcelinho Huertas ( TEN)[69]

### Melhor defensor
- Edy Tavares ( RMB)[70]

### Melhor jogador jovem
- Jean Montero ( VAL)[71]

### Melhor quinteto
- Marcelinho Huertas ( TEN)[72]
- Jean Montero ( VAL)
- Mario Hezonja  ( RMB)
- Derrick Alston Jr. ( BAX)
- Ante Tomić ( JOV)

### Segundo melhor quinteto
- Kendrick Perry ( UNI)[73]
- Jerrick Harding ( MOR)
- Kameron Taylor ( UNI)
- Jabari Parker ( BAR)
- Giorgio Shermadini ( TEN)

## Copa do Rei - Grã Canária 2025
|  | Quartas de final      | Quartas de final     | Quartas de final     |             |                      | Semifinais     | Semifinais | Semifinais |  |  | Final     | Final          | Final |
|  |                       |                      |                      |             |                      |                |            |            |  |  |           |                |       |
|  |                       |                      |                      |             |                      |                |            |            |  |  |           |                |       |
|  | Andaluzia             | Unicaja Malaga       | 100                  |             |                      |                |            |            |  |  |           |                |       |
|  | Catalunha             | Joventut Badalona    | 83                   |             |                      |                |            |            |  |  |           |                |       |
|  | Catalunha             | Joventut Badalona    | 83                   |             | Andaluzia            | Unicaja Malaga | 90         |            |  |  |           |                |       |
|  |                       |                      |                      |             | Andaluzia            | Unicaja Malaga | 90         |            |  |  |           |                |       |
|  |                       | Comunidade de Madrid | La Laguna TFE        | 83          |                      |                |            |            |  |  |           |                |       |
|  | Ilhas Canárias        | Comunidade de Madrid | La Laguna TFE        | 83          | La Laguna TFE        | 91             |            |            |  |  |           |                |       |
|  | Ilhas Canárias        |                      |                      |             | La Laguna TFE        | 91             |            |            |  |  |           |                |       |
|  | Catalunha             | Barça                | 86                   |             |                      |                |            |            |  |  |           |                |       |
|  |                       |                      |                      |             |                      |                |            |            |  |  | Andaluzia | Unicaja Malaga | 93    |
|  |                       |                      | Comunidade de Madrid | Real Madrid | 79                   |                |            |            |  |  |           |                |       |
|  | Comunidade de Madrid  | Real Madrid          | 92                   |             |                      |                |            |            |  |  |           |                |       |
|  | Catalunha             | BAXI Manresa         | 69                   |             |                      |                |            |            |  |  |           |                |       |
|  | Catalunha             | BAXI Manresa         | 69                   |             | Comunidade de Madrid | Real Madrid    | 80         |            |  |  |           |                |       |
|  |                       |                      |                      |             | Comunidade de Madrid | Real Madrid    | 80         |            |  |  |           |                |       |
|  |                       | Ilhas Canárias       | Dreamland GC         | 63          |                      |                |            |            |  |  |           |                |       |
|  | Ilhas Canárias        | Ilhas Canárias       | Dreamland GC         | 63          | Dreamland GC         | 79             |            |            |  |  |           |                |       |
|  | Ilhas Canárias        |                      |                      |             | Dreamland GC         | 79             |            |            |  |  |           |                |       |
|  | Comunidade Valenciana | Valencia Basket      | 65                   |             |                      |                |            |            |  |  |           |                |       |

### Premiação
| Copa del Rey 2025 (Grã Canária)    |
| Andaluzia                          |
| ---------------------------------- |
| Campeão Unicaja Malaga (3° título) |

MVP Movistar da Copa do Rei de 2025:  Kendrick Perry

## Clubes espanhóis em competições internacionais
| Clube              | Competição            | TR | TR | PO | PO | Resultado                                                                                      |
| Clube              | Competição            | V  | D  | V  | D  | Resultado                                                                                      |
| ------------------ | --------------------- | -- | -- | -- | -- | ---------------------------------------------------------------------------------------------- |
| Barça              | EuroLiga              | 20 | 14 | -  | -  | Classificado - como 5º colocado na temporada regular                                           |
| Barça              | EuroLiga              | -  | -  | 2  | 3  | Eliminado - derrotado por AS Monaco nos Playoffs (97-80, 92-79, 89-100, 72-79, 85-84)          |
| Baskonia           | EuroLiga              | 14 | 20 | -  | -  | Eliminado - como 14º colocado na temporada regular                                             |
| Real Madrid        | EuroLiga              | 20 | 14 | -  | -  | Classificado - como 7º colocado na temporada regular                                           |
| Real Madrid        | EuroLiga              | -  | -  | 0  | 1  | Derrotado na 1ª rodada de Play-ins contra Paris Basketball (73-81)                             |
| Real Madrid        | EuroLiga              | -  | -  | 1  | 0  | Classificado - na 2ª rodada de Play-ins contra FC Bayern München (93-71)                       |
| Real Madrid        | EuroLiga              | -  | -  | 1  | 3  | Eliminado - derrotado por Olympiacos Pireu nos Playoffs (72-84, 71-77, 80-72, 84-86            |
| Gran Canaria       | EuroCopa              | 12 | 6  | -  | -  | Classificado - como 3º colocado no Grupo A na temporada regular                                |
| Gran Canaria       | EuroCopa              | -  | -  | 1  | 0  | Classificado - vencendo nas oitavas de finais Umana Reyer Veneza (84-80)                       |
| Gran Canaria       | EuroCopa              | -  | -  | 1  | 0  | Classificado - vencendo nas quartas de finais Hapoel Jerusalem (92-89)                         |
| Gran Canaria       | EuroCopa              | -  | -  | 2  | 1  | Classificado - vencendo Bahçeşehir Koleji na semifinal (66-74, 69-68, 76-72)                   |
| Gran Canaria       | EuroCopa              | -  | -  | 0  | 2  | Finalista - derrotados nas Finais contra Hapoel Tel Aviv (65-74, 94-103                        |
| Joventut Badalona  | EuroCopa              | 7  | 11 | -  | -  | Eliminado - como 8º colocado no Grupo A na temporada regular                                   |
| Valencia Basket    | EuroCopa              | 16 | 2  | -  | -  | Classificado - como 1º colocado no Grupo B na temporada regular                                |
| Valencia Basket    | EuroCopa              | -  | -  | 1  | 0  | Classificado- vencendo nas quartas de finais U-BT Cluj-Napoca (98-74)                          |
| Valencia Basket    | EuroCopa              | -  | -  | 1  | 2  | Eliminado - derrotado por Hapoel Tel Aviv nas semifinais (91-82, 91-96, 92-94)                 |
| BAXI Manresa       | Liga dos Campeões     | 5  | 1  | -  | -  | Classificado - como 1º colocado no Gr. G na temporada regular                                  |
| BAXI Manresa       | Liga dos Campeões     | 2  | 4  | -  | -  | Eliminado - como 3º colocado no Gr. K na ronda dos 16                                          |
| La Laguna Tenerife | Liga dos Campeões     | 6  | 0  | -  | -  | Classificado - como 1º colocado no Gr. C na temporada regular                                  |
| La Laguna Tenerife | Liga dos Campeões     | 6  | 6  | -  | -  | Classificado - como 1º colocado no Gr. K na ronda dos 16                                       |
| La Laguna Tenerife | Liga dos Campeões     | -  | -  | 2  | 0  | Classificado - vencendo nas quartas de finais Bertram Derthona Basket (93-89,77-64)            |
| La Laguna Tenerife | Liga dos Campeões     | -  | -  | 0  | 1  | Eliminado - derrotado por Galatasaray nas semifinais do Final Four (80-90)                     |
| La Laguna Tenerife | Liga dos Campeões     | -  | -  | 0  | 1  | Quarto colocado - derrotado por AEK Betsson na decisão de terceiro lugar do Final Four (73-77) |
| UCAM Murcia        | Liga dos Campeões     | 5  | 1  | -  | -  | Classificado - como 1º colocado no Gr. H na temporada regular                                  |
| UCAM Murcia        | Liga dos Campeões     | 3  | 3  | -  | -  | Eliminado - como 3º colocado no Gr. L na ronda dos 16                                          |
| Unicaja Malaga     | Liga dos Campeões     | 6  | 6  | -  | -  | Classificado - como 1º colocado no Gr. H na temporada regular                                  |
| Unicaja Malaga     | Liga dos Campeões     | 5  | 1  | -  | -  | Classificado - como 1º colocado no Gr. K na ronda dos 16                                       |
| Unicaja Malaga     | Liga dos Campeões     | -  | -  | 2  | 0  | Classificado - vencendo nas quartas de finais Pallacanestro Reggiana (105-68, 82-72)           |
| Unicaja Malaga     | Liga dos Campeões     | -  | -  | 1  | 0  | Classificado - vencendo AEK Betsson nas semifinais do Final Four (71-65)                       |
| Unicaja Malaga     | Liga dos Campeões     | -  | -  | 1  | 0  | Campeão - derrotando Galatasaray (83-67) na decisão do Final Four                              |
| MoraBanc Andorra   | Liga dos Campeões     | 1  | 1  | -  | -  | Eliminado - na fase classificatória para Telekom Baskets Bonn (91-99)                          |
| Bilbao Basket      | Copa Europeia         | 6  | 0  | -  | -  | Classificado - Como 1º colocado no Grupo J (1ª fase da temporada regular)                      |
| Bilbao Basket      | Copa Europeia         | 5  | 1  | -  | -  | Classificado - Como 2º colocado no Grupo L (2ª fase da temporada regular)                      |
| Bilbao Basket      | Copa Europeia         | -  | -  | 1  | 1  | Classificado - vencendo nas quartas de finais Tofaş (84-72; 93-102 - soma +3)                  |
| Bilbao Basket      | Copa Europeia         | -  | -  | 1  | 1  | Classificado - vencendo nas semifinais JDA Dijon (58-77, 97-68 soma +10)                       |
| Bilbao Basket      | Copa Europeia         | -  | -  | 1  | 1  | Campeão - derrotando PAOK mateco nas finais (72-65, 82-84 soma +5)                             |
| Zaragoza           | Copa Europeia         | 5  | 1  | -  | -  | Classificado - Como 1º colocado no Grupo B (1ª fase da temporada regular)                      |
| Zaragoza           | Copa Europeia         | 3  | 3  | -  | -  | Classificado - Como 2º colocado no Grupo K (2ª fase da temporada regular)                      |
| Zaragoza           | Copa Europeia         | -  | -  | 0  | 2  | Eliminado - nas quartas de finais para Cholet Basket (83-83; 71-90 - soma -19)                 |
| Unicaja Malaga     | Copa Intercontinental | 3  | 0  | -  | -  | Campeão - derrotando NBA G League United (75-60)                                               |